# ناروتو شيبودن (الموسم 15)
الموسم الخامس عشر من مسلسل ناروتو شيبودن، أخرجه هاياتو داتيه وأنتجه ستوديو بييرو وتلفزيون طوكيو. أحداث الموسم مبنية على الجزء الثاني من مانغا ناروتو بواسطة ماساشي كيشيموتو. بدأ بث الموسم في 18 يوليو 2013 ولا يزال مستمرًا على تلفزيون طوكيو في اليابان. تدور أحداث الموسم حول الجزء الثاني من حرب النينجا العظمى وظهور أوتشيها مادارا وحقيقة أوتشيها أوبيتو والأكاتسكي .
بدأ إصدار مجلدات الدي في دي في 5 مارس 2014 تحت اسم حرب النينجا العُظمى الرابعة - ساسوكي وإيتاشي (忍界大戦・サスケとイタチ نينكاي تايسن - ساسكي تو إيتاتشي). ابتداءً من الحلقة 349، بدأت أحداث قصة جانبية حول كاكاشي حصرية للأنمي.
يحتوي الموسم على سبع أغانٍ؛ ثلاث شارات بداية وأربع شارات نهاية.

## قائمة الحلقات
| الرقم | عنوان الحلقة                                                         | فصول المانغا                                | تاريخ العرض الأصلي                          |
| ...متابعة اندلاع حرب النينجا العظمى الرابعة | ...متابعة اندلاع حرب النينجا العظمى الرابعة                          | ...متابعة اندلاع حرب النينجا العظمى الرابعة | ...متابعة اندلاع حرب النينجا العظمى الرابعة |
| --- | -------------------------------------------------------------------- | ------------------------------------------- | ------------------------------------------- |
| 321 | «وصول التعزيزات» "زوين توتشاكو" (増援到着)                           | 558-559                                     | 18 يوليو 2013                               |
| يتضح أن الذي يظن الجميع أنه مادارا أوتشيها ليس إلا نينجا متنكر يدعى أوبيتو أوتشيها الذي كان أحد شينوبي كونوها ورفيق كاكاشي السابق وهو الذي أعطاه عين الشارينغان لكنه إنضم إلى الأكاتسكي، بينما مادرا الحقيقي ضعف جسده جدا وأصبح مجرد إيدو تينسي من صنع كابوتو ياكوتشي ثم يأتي إيدو تسوتشيكاغي مو فقد قسم جسده قبل أن يختم لدعم مادارا أوتشيها وفي نفس الوقت يصل الكثير من جنود قوات الشينوبي المتحالفة ويستعدون لعراك مادارا أوتشيها. |                                                                      |                                             |                                             |
| ذروة حرب النينجا العظمى الرابعة (第四次忍界大戦 (急) دايوجي نينكاي تايسِن (كيو)) (مانغا) حرب النينجا العظمى - مغيرون من بعيد (忍界大戦・彼方からの攻撃者 نينكاي تايسِن - كاناتا كارا نو كوغيكيشا) (أنمي) |                                                                      |                                             |                                             |
| 322 | «مادارا أوتشيها» "أوتشيها مادارا" (うちはマダラ)                     | 560-561                                     | 25 يوليو 2013                               |
| يتوقف هو ومادارا للتحدث عن الأوتشيها حتى يهاجمهما غارا برماله ويطير مو بعيدا بينما يقفز مادارا ليستعد للمعركة، يهجم مادارا أوتشيها على الشينوبي ويردون عليه بالمثل لكنه يبدأ بإسقاطهم كالذباب ويمسك بأحدهم وتهاجمه تيماري أخت غارا وتبعده عنهم بينما ناروتو يستجمع الشاكرا لنمط الناسك عنده يقوم مادارا أوتشيها بقذف نوع خاص من النيران لكن يتصدى لها الشينوبي بكرات ماء ضخمة وينتشر ضباب بساحة المعركة ويكمل مادارا هجومه على الشينوبي ويتصدى له غارا برماله رغمه أنه في الحقيقية إستدرجه لنسخ ناروتو التي تهجم عليه بمساعدة التسوشيكاغي الحالي أونوكي لكن ناروتو يصنع سوسانو ويبدأ بالقضاء على باقي الشينوبي ويفشل في إختراق السوسانو لكن يدخل ناروتو في نمط الناسك ويصنع راسن شوريكن ويخرج غارا مادارا من السوسانو بمساعدة التسوشيكاغي ويطلق عليه ناروتو الراسن شوريكن لكنه يمتصها ويتراجع بجانب مو ثم يحضر صخرة عملاقة من بعد ٱخر لكن يوقفها التسوشيكاغي والكازيكاغي فتظهر بعدها فجأة صخرة أخر وتدمر كل شيء ويقضى على الكثير من الشينوبي ولكن ينجو ناروتو ونينجا ٱخران والكازيكاغي يفقد كم كبير من طاقته وينجو التسوشيكاغي أونوكي من الصخرتان بصعوبة. |                                                                      |                                             |                                             |
| 323 | «تجمع الكاغي الخمسة...!» (五影集結...!!)                             | 561-563                                     | 1 أغسطس 2013                                |
| في هذه الأثناء يرى حراس مجلس الهوكاغي والرايكاغي والميزوكاغي تحطم الصخرتان ويشعر به الكاغي الثلاث ويظهر أحد المستشعرين لشيكاكو أب شيكامارو ما حصل ويخبر الكاغي وهنا يقتنع الرايكاغي والميزوكاغي وينضمون للحرب لصالح قوات الشينوبي المتحالفة، ويأتي الرايكاغي الحالي والهوكاغي والميزوكاغي ويجتمع كل الكاغي لقتال مادارا أوتشيها ويرغب ناروتو بالإنضمام لهم لكن يخبره الكاغي الخمسة بأنهم سيتولوا الأمر ويذهب ناروتو وكيلر بي لقتال الشخص المقنع الغريب وكشف هويته، تقوم تسونادي بعلاج جروح أونوكي وتفعيل تشاكرا غارا بينما تهاجم الميزوكاغي مادارا أوتشيها بحمض قوي ويهاجمه الرايكاغي بقوة ويسقطه في الحمض لكن مادارا يحمي نفسه بالسوسانو ويقومون بتكرار الهجوم لكنه يفلت وينضم أونوكي إليهم ويساعد الرايكاغي في تخفيف وزنه ليزيد من سرعة هجومه ويستدرجه غارا برماله والميزوكاغي بحمضها ويهاجمه الرايكاغي بمساعدة أونوكي من جهة وتهاجمه تسونادي منجهة أخرى ويدمرون السوسانو ويصيبونه. |                                                                      |                                             |                                             |
| 324 | «القناع المتين والفقاعات البارزة» (割れない仮面・割れたシャボン玉)   | 564                                         | 8 أغسطس 2013                                |
| يقاتل الكاغي الخمسة مع مادارا أوتشيها ويصيبونه لكنه يهرب ويتراجع ويكتشفون أنه يملك خلايا هاشيراما على شكل وجه في قلبه ويذهب ناروتو وكيلر بي محرران قوى البيجو بداخلهم كاملة لقتال الشخص المقنع الغريب ويقاتلونه بكل قوتهم ويكاد يقضون عليه ويزيلون عنه القناع لكن يظهر الإيدو الجينشوريكي محررين قوى البيجو خاصتهم أيضا وليس هذا فقط بل يمتلكون الشارينغان والرينيغان أيضا ويبدأ الجينشوريكي بمقاتلة بعضهم ويقابل ناروتو أوتاكاتا الذي يخبره بما جرى له. |                                                                      |                                             |                                             |
| 325 | «جينشوريكي ضد جينشوريكي» (人柱力VS人柱力!!)                          | 565-566                                     | 15 أغسطس 2013                               |
| يقوم الجينشوريكي بقتال بعضهم البعض فيذهب كيلر بي جينشوريكي الهاتشيبي لقاتل إيدو جينشوريكي الهاتشيبي السابق بينما ناروتو جينشوريكي الكيوبي لقتال باقي الجينشوريكي والمقنع الغريب بينما يستمر الكاغي الخمسة لقتال مادارا أوتشيها رغم أن كل هجماتهم الهائلة القوة تبوء بالفشل ويتغلب الكيوبي بقوته الهائلة على وحش يوغيتو ني وسانبي السلحفاة العملاقة ويبدأ في مقاتلة روشي ووحشه اليونبي ذي الأربعة ذيول ويبدأ الكيوبي وناروتو بالتحدث ليونبي. |                                                                      |                                             |                                             |
| 326 | «ذو الأربعة ذيول : ملك القرود الحكيمة» (四尾・仙猿の王)              | 553، 567-568                                | 22 أغسطس 2013                               |
| يبدأ الكيوبي وناروتو بالتحدث مع اليونبي ذي الذيول الأربعة والذي يتبين أنه حكيم ويتحدثان ماضيهما ومصير عالم الشينوبي بينما يقاتل كيلر بي الجينشوريكي السابق للهاتشيبي ويقضي عليه ويختمه ولا يزال الكاغي الخمسة يقاتلون مادارا أوتشيها الذي يبدوا أنه يسيطر على العراك ويقضى على اليونبي من طرف الكيوبي. |                                                                      |                                             |                                             |
| 327 | «ذو التسعة ذيول» "كيوبي" (九尾)                                      | 569                                         | 29 أغسطس 2013                               |
| يقوم الكيوبي بقتال الجينشوريكي المتبقين ويهاجمه الغيوكي ذي الخمسة ذيول ويتقاتلون ويظهر الكيوبي قوته الهائلة ويأخذ السيطرة ويندهش ناروتو من قواه ولكنه لا يتمكن من تجاوز المقنع الذي يستعمل الشارينغان لإتباط قواه وهنا يأتي ساي وكاكاشي وغاي ولي وكيلر بي لمساندته ويبدأون بقتال الجينشوريكي الثلاث المتبقين والمقنع الغريب الذي يفشلون في إصابته تماما رغم استخدام قواهم القصوى. |                                                                      |                                             |                                             |
| 328 | «كوراما» (九喇嘛)                                                    | 569-570                                     | 29 أغسطس 2013                               |
| يكشف الكيوبي عن إسمه الحقيقي للنينجا الٱخرين والذي هو كوراما وأن من سماه بهذا الإسم هو حكيم المسارات الستة كما سمى باقي وحوش البيجو ولذلك يستشيط غضبا عندما ينادوه الكيوبي فهم من لقبوه به لإمتلاكه تسعة ويقضي ناروتو بمساعدة كوراما والنينجا الٱخرين ويقضون على الإيدو جينشوريكي كلهم ويقفون في وجه المقنع الغريب وفي هذه الأثناء يستيقظ ساسكي ويستعيد قوته ونشاطه ويكشف بخصوص الإتفاق بين الذي يظنه مادارا أوتشيها وكابوتو ياكوتشي. |                                                                      |                                             |                                             |
| 329 | «فريق ثنائي» (ツーマンセル)                                          | 570-572                                     | 5 سبتمبر 2013                               |
| يكتشف ساسكي بخصوص الإتفاق بين الذي يظنه مادارا أوتشيها وكابوتو ياكوتشي ويقرر اللحاق بكابوتو ياكوتشي والقضاء عليه وهنا ينضم إليه أخوه إيتاشي أوتشيها الذي تحرر من سيطرة كابوتو ياكوتشي ويذهبان للنيل من كابوتو وفي هذه الأثناء لا يزال الكاغي الخمسة يقاتلون مادارا أوتشيها وتطلق تسونادي ختمها الخاص وتحاول تدمير سوسانو مادارا أوتشيها وختمه فهو ليس سوى إيدو تينسي. |                                                                      |                                             |                                             |
| 330 | «وعد النصر» (勝利への予言)                                           | 573                                         | 12 سبتمبر 2013                              |
| يستيقظ ساسكي من غيبوبته ورأى زيتسو يدخل الغرفة ويهاجمه بالسوسانو ويطعنه ثم يحرقه بالأماتيراسو تاركا بقية النسخة في صدمة عما جرى للأصلي منهم ويزيل الكمامات على وجهه ويظهر المانغيكيو شارينغان الأبدية الخاصة به، يدمر ساسكي مدخل مقر الأكاتسكي ويغادر، بينما يفكر جوغو وسويغيتسو في البحث عن بقية فريق التاكا. |                                                                      |                                             |                                             |
| حرب النينجا العظمى - ساسكي وإيتاتشي (忍界大戦・サスケとイタチ نينكاي تايسِن - ساسكي تو إيتاتشي) |                                                                      |                                             |                                             |
| 331 | «العيون التي ترى في الظلام» (闇を見る眼)                             | 574-575                                     | 19 سبتمبر 2013                              |
| لا تزال الأجواء هادئة في كونوها وقليل من النينجا لم يذهبوا للحرب منهم كونوهامارو ورفاقه اللذان يلاحظان أن سجن كونوها تم إقتحامه لكن عندما يصلون يجدوا أن سجينا ما هرب، يتضح أن جوغو وسويغيتسو قاما بتهريب كارين التي ترفض أن تكمل معهم بعد ما فعل ساسكي بها بينما يمر ساسكي ببلدتين لكن يجدهما مهجورتين وبعد حلول الظلام يلحق به جيش من نسخ زيتسو الأبيض ويعترف لهم بقتله للأصلي منهم ويهاجمونه لكن يخرج السوسانو ويحرقهم بالأماتيراسو ويمسك بأحدهم ويستخرج منه معلومات عن كل ما يحدث ويقطع ساسكي رأسه ويتذكر ما قاله له أخيه عن سر المانغيكيو شارينغان لأول مرة ويتجه نحو كونوها لتدميرها وهنا يقترب إيتاشي من مكان وجود ساسكي ورغم رؤيته لساسكي لم يتوقف بل أكمل طريقه ولحق به ساسكي ويخبره إيتاشي أنه متجه للقضاء على كابوتو. |                                                                      |                                             |                                             |
| 332 | «إرادة الصخر» "إشي نو إشي" (石の意志)                                | 575-576                                     | 26 سبتمبر 2013                              |
| يقوم مادارا أوتشيها بإستعمال أسلوب خشب ويطلق غازا مخدرا عليهم لكنهم يتراجعون ويسقطهم في فخه بإستعمال السوسانو ويغطيهم بالخشب ويحرقه بهم وأصبحوا وكأنهم في فرن ويسقطون كلهم بفعل المخدر ويتذكر أونوكي أول قتال دار بينهم وكيف هزم أونوكي بكل سهولة من طرف مادارا أوتشيها ويتوعد نفسه بأنه لن يهزم مرة أخرى أمامه ولو إذا إضطر للتضحية بحياته في سبيل تحقيق ذلك وينهض أونوكي ويمسك بحجر ويكسره ويستخدم أسلوب ضوء هجين يدعى جينتون ويدمر بواسطته فخ مادارا ويحرر بقية الكاجي، بينما يبدأ كاكاشي بالتحدث مع المقنع الغريب عن المهارة التي يستعملها وعن شخصيته الحقيقية ويرفض هذا الأخير الإدلاء بأي معلومة عنه له ويبدأ بمهاجمته بينما لا يزال ساسكي أوتشيها وإيتاشي أوتشيها في طريقهم لمخبأ كابوتو ياكوتشي. |                                                                      |                                             |                                             |
| 333 | «خطورة تقنية إعادة الإحياء» (穢土転生のリスク)                       | 577-578                                     | 3 أكتوبر 2013                               |
| تستمر المعركة بين مادارا أوتشيها والكاغي الخمسة ويهاجم الرايكاغي وتقوم تسونادي بفتح الختم بجبهتها وتهاجم مادارا مع الرايكاغي وتوقعه في ختم رمال غارا لكنه ينجو بإستعمال أسلوب الخشب موكتون ويهاجم تسونادي لكنها تنجو وتعالج جرحها ويقومون بمهاجمة مادارا وتدمير السوسانو ويسقطوه فيقوم بإستعمال النسخ ويخرج خمس سوسانو لمواجهة كل كاغي على حدة، تجتاز تسونادي خمسة سوسانو لكنها تتوقف بسبب نقص التشاكرا ويسقطون السوسانو الأخرى الكازيكاغي والميزوكاغي ويمسك أحد السوسانو بالرايكاغي ويوقعونه بالتسوكيومي ويكاد يقتلونه لكن ينقذه أونوكي ويجتمع الكاغي الخمسة لتنفيذ ضربتهم الأخيرة حيث تمد تسونادي أونوكي بالتشاكرا ليطلق مكعب جينتون عملاق فيلتهم كل السوسانو ويكاد يودي بمادارا ويصنع الرايكاغي والميزوكاغي تنينا من الماء والبرق ويمسكوا بمادارا ليختمه غارا برماله لكن يخرج مادارا أوتشيها السوسانو الكاملة ويقضي على الهجمة، بينما يصل إيتاشي وساسكي أوتشيها إلى كابوتو. |                                                                      |                                             |                                             |
| 334 | «فريق ثنائي الأشقاء» (兄弟, 共闘!!)                                  | 579-580                                     | 10 أكتوبر 2013                              |
| يصل إيتاشي وساسكي أوتشيها لمخبأ كابوتو ويتفجأ إيتاشي من إمتلاك أخيه للمانغيكيو شارينغان الأبدية ويرى أن مخطاطاته قد نجحت وأن أخيه قد طور قدراته ويخبره ساسكي بقتل دانزو ويرى أنه قد إمتلك قوى هائلة وبدأون بالتحدث إلى كابوتو الذي يرفض التكلم مع إيتاشي ويهاجمهم ويبدي رغبته الهائلة في إمتلاك جسد ساسكي ويدخل في نمط الناسك. |                                                                      |                                             |                                             |
| 335 | «قرية الورق للجميع» (互いの木ノ葉)                                   | 581-582                                     | 24 أكتوبر 2013                              |
| يستمر كابوتو في مهاجمة إيتاشي وساسكي أوتشيها اللذان يحميان نفسهما بإستعمال السوسانو ويهاجمهم بقوة وشراسة بإستعمال مهارات كل النينجا اللذين كانوا لدى أوروتشيمارو حتى أوروتشيمارو نفسه ويحاول إيتاشي إقناعه بأنه مثله فقد عاشوا الظروف الخطأ لنينجا عباقرة مثلهم ويخبره كابوتو بأنه ليس كذلك فهو ليس أي أحد ويبدأ بتذكر يوم إلتقى فيه بإمرأة يمكنها استعمال الجتسو الطبي فعالجته وأخذته دير اليتامى وفي الصباح سمته كابوتو وأعطته نظارتها وبدأ يبكي ويشكرها. |                                                                      |                                             |                                             |
| 336 | «كابوتو ياكوتشي» (薬師カブト)                                        | 583-584                                     | 31 أكتوبر 2013                              |
| يواصل كابوتو تذكر ماضيه ويتذكر أحداث حرب الشينوبي الثانية وكان يعالج جرحى كونوها بالجتسو الطبي الذي علمته المرأة من الدير وكان أحد الجرحى الذين عالجهم هو أوروتشيمارو الذي إنبهر بذكائه وقدراته العالية وبعد إنتهاء الحرب أخبر دانزو شيمورا عنه الذي قرر أن يجعل منه جاسوسا له وبعد مرور خمسة سنوات يجد كابوتو نفسه متأخرا عن موعد نومه لأنه مطارد من نينجا وهو يتجسس في قرية الصخر وفجأة يهاجمه النينجا ويستدير كابوتو ويضربه في بطنه بمهارة نصل التشاكرا ويكتشف أنها المرأة من الدير ويحاول إنقاذها ويعيد لها نظارتها لكنها لا تتعرف إليها فيأخذ النظارات ويذهب ليغتسل في نهر وهنا يظهر أوروتشيمارو ويأخذه لمخبأه وبخبره أن دانزو كان يريد التخلص منه لأنه يعرف الكثير وقام بتظليل المرأة بصور أخرى لتنساه ولا تتعرف عليه ويرسلها لتقتله وهنا يهاجم كابوتو أوروتشيمارو الذي يغير جسده ويعرض على كابوتو أن يصبح جاسوسا له عند الأكاتسكي ومساعده الخاص مقابل أن يحميه من دانزو. |                                                                      |                                             |                                             |
| 337 | «تفعيل الإيزانامي» (発動・イザナミ)                                  | 585-586                                     | 7 نوفمبر 2013                               |
| ينتهي كابوتو من تذكر قصته ويهاجمهم ثانية ويود ساسكي أوتشيها قتله لكن إيتاشي يمنعه ويخبره بأنه سيقوم بتشغيل الإيزانامي الجتسو المعاكس للإيزاناغي ويعارك إيتاشي كابوتو بسيف ساسكي ويدخله في الإيزانامي ويحاول كابوتو الخروج منه لكن بلا فائدة ويهاجم إيتاشي مرارا وتكرارا لكنه لا يكاد يصيبه ويحاول كابوتو الخروج من الوهم بشتى الجوتسوهات لكنه لا ينجح ويجد نفسه أن وهم إيتاشي قد نجح وأنه قد قضي عليه. |                                                                      |                                             |                                             |
| 338 | «الإيزانامي والإيزاناغي» "إيزاناغي تو إيزانامي" (イザナギとイザナミ) | 587-588                                     | 14 نوفمبر 2013                              |
| يقضى على كابوتو بواسطة إيزانامي إيتاشي ويجمد في مكانه ويروي إيتاشي لساسكي قصة الإيزانامي والإيزاناغي وأنهما مهارتان متقابلتان ومتعاكستان فالإيزاناغي تمزج بين الحقيقة والخيال وتمكن مستعملها من النجاة حتى من أقوى الهجمات بينما الإيزانامي تعيد المستعمل عليها إلى الحقيقة ولا يمكن له من إلغائها إلا بعد تقبله للحقيقة لكن كلاهما يدمران عين شارينغان مستعملها، يخرج مادارا أوتشيها السوسانو الكاملة ويهاجم الكاغي الخمسة لينهي أمرهم لكن تبدأ كل الإيدو تينسي بالتوهج وتختفي السوسانو ويتراجع مادارا أوتشيها. |                                                                      |                                             |                                             |
| 339 | «سأظل أحبك دائما» (お前をずっと愛している)                           | 588-590                                     | 21 نوفمبر 2013                              |
| تتوهج كل الإيدو تينسي حتى إيتاشي الذي يقترب من ساسكي ويريه بعينه الشارينغان المتبقية اليوم الذي أباد به الأوتشيها " ذلك المساء كان قد أخبره صديقه شيسوي أن دانزو أخذ عينه اليمنى ويعطي لإيتاشي عينه اليسرى ويقفز من الجرف ويمتلك إيتاشي المانغيكيو شارينغان وقد إئتمنه شيسوي على مستقبل القرية فيخبر إيتاشي الهوكاغي بما أنه سيكمل المهمة ويسمحون له بذلك وبعد ذلك يتكلم دانزو مع إيتاشي عن أهميتها ويعطيه خياران الأول إبادة الأوتشيها والنجاة مع أخيه والثاني التعاون مع الأوتشيها وأن يموتون كلهم ويذهب إيتاشي ليلاقي توبي الذي يساعده على إبادة الأوتشيها " وهنا يمسك إيتاشي برأس ساسكي ويخبره بأنه رغم كل ما قد يصبح عليه سيظل يحبه إلى الأبد. |                                                                      |                                             |                                             |
| 340 | «تقنية إعادة الإحياء : إطلاق» "إدو تِنسيه: كاي" (穢土転生・解)        | 589-592                                     | 28 نوفمبر 2013                              |
| تتحرر كل الإيدو تنسي وتخرج أرواح كل الشينوبي المعاد إحياءهم وتخرج روح إيتاشي ويقول لساسكي : هذه ستكون المرة الأخيرة... شكرا لك يا ساسكي لقد مكنتني من الموت بسعادة. وتختفي روح إيتاشي بينما يطلق مادارا نيران على الكاغي الخمسة لكن تتصدى لهم تسونادي وتهاجم مادارا لكن تتوقف المهارة الطبية الخاصة بها ويهاجمها مادارا بالسوسانو لكن ينقذها خطيبها كاتو دان ويودعها بقبلة في جبهتها بينما يلغي مادارا الإيدو تينسي ويبقى، في هذه الأثناء، يتسائل ساسكي عن الشينوبي والقرية لكن يصل جوغو وسويغيتسو ويخبران ساسكي أنهما وجدا طريقة لإعادة إحياء أوروتشيمارو. |                                                                      |                                             |                                             |
| 341 | «عودة أوروتشيمارو» (復活!! 大蛇丸)                                   | 592-594                                     | 5 ديسمبر 2013                               |
| وجد جوغو وسويغيتسو جثة أنكو ولكن لا يزال ختمها فعالا ويساعدهم ساسكي لإستدعاء أوروتشيمارو بواسطته وينجحون بذلك لكن يصر أروتشيمارو على إسترجاع قدرة يداها، بينما يصر توبي على موقفه ويبدأ بتحويل وحش ذي العشرة ذيول وتأتر طاقته على الصخور وتبدأ بالطفو لكن يهاجمه ناروتو ويكاد يمسك به لكن يتدخل غاي ويهاجمه ويهرب قبل أن يقضي عليه ويحاول كاكاشي نقل الوحش ذي العشرة ذيول إلى بعد ٱخر لكن يوقفه توبي الذي يبدو مسيطرا على العراك. |                                                                      |                                             |                                             |
| 342 | «سر النينجتسو الزمكاني» (時空間忍術の秘密)                           | 594-597                                     | 12 ديسمبر 2013                              |
| يبدو أن توبي مسيطر على العراك وهنا يهاجم الهاتشيبي الوحش ذي العشرة ذيول لكن يضعه توبي داخل جدار خاص وبالتالي يجب أن يقضى على توبي أولا ويجد كاكاشي خطة للإيقاع به ويمسك بهم الهاتشيبي ويرميهم نحو توبي ويتنح كاكاشي وناروتو جانبا بينما يعارك توبي غاي ويمسك به ويسحب سلاحه إلى البعد الٱخر لكن ينقذه ناروتو ويهاجمه بالراسينغان التي ينقلها كاكاشي إلى البعد الٱخر وفجأة تنفجر على كتف توبي ويتمزق ثوب يده ويتراجعون والكل مندهش لكن يخبرهم كاكاشي أن توبي يستعمل النينجيتسو الزمكاني حيث ينقل من جسمه الجزء الذي يتعرض للهجوم إلى نفس بعد كاكاشي ما يبين أنه يملك نفس العين. |                                                                      |                                             |                                             |
| 343 | «من أنت؟» (てめーは誰だ!!)                                           | 598-600                                     | 19 ديسمبر 2013                              |
| يتبين أن توبي وكاكاشي لديهما نفس المانغيكيو شارينغان ويسأل كاكاشي توبي من أين حصل على تلك العين ويجيبه أن ليس لديه الحق ليسأل بعدما حصل في جسر كانابي ويبدأ كاكاشي بتذكر ذلك اليوم ولا يكاد يصدق أنه من الممكن أن توبي هو أوبيتو أوتشيها ويجمد في مكانه بينما يهاجم ناروتو توبي الذي يخرج شوريكن عملاقة بالكاموي ويفشل الهاتشيبي بصدها وتكاد تصيب ناروتو لكن يصدها الكيوبي ويقفز توبي فوقا ويطلق أعمدة لكبت تشاكرا الوحوش المذيلة وتصيب الهاتشيبي الذي يخبأ ناروتو تحته وهنا يستجمع كاكاشي شجاعته وينطلق بينما يطلق ناروتو نسخة بالراسينغان ويكاد يقضي عليه توبي لكن ينقله كاكاشي إلى البعد ويسقط أرضا ويطلق ناروتو كرة ببجو عملاقة لكن يهرب توبي للبعد ويجد نسخة ناروتو الذي يحطم قناعه بالراسينغان. |                                                                      |                                             |                                             |
| 344 | «أوبيتو ومادارا» (オビトとマダラ)                                    | 601-602                                     | 9 يناير 2014                                |
| تحطم نسخة ناروتو قناع توبي ويعود توبي إلى العالم الحقيقي ويندهش كاكاشي وغاي بأن توبي هو أوبيتو أوتشيها ولا يصدق غاي بأنه حقيقي ويسأله كاكاشي عن سبب عدم عودته إلى القرية بعد نجاته ويجيبه أوبيتو أوتشيها أن جوابه لن يغير أي شيء لكن إن كان كاكاشي مصرا فالسبب هو قتل رين زميلة كاكاشي وأوبيتو بالفريق على يد كاكاشي وينظر إليه كاكاشي بتخوف ويقول له أوبيتو : لا تقلق يا كاكاشي سأقتلك الٱن وسأحقق خطة التسوكيومي اللانهائية. ويهاجمه بمهارة نارية لكن يصدها ناروتو ويخبر كاكاشي وغاي بأنهما يجب أن يؤاجلا الكلام لاحقا وليبدأوا القتال وهنا يأتي مادارا أوتشيها ويقف بجانب أوبيتو أوتشيها. |                                                                      |                                             |                                             |
| 345 | «أنا في الجحيم» (オレは地獄に居る)                                   | 603-605                                     | 16 يناير 2014                               |
| 346 | «عالم الأحلام» "يومي نو سيكاي" (夢の世界)                            | 606-607                                     | 23 يناير 2014                               |
| 347 | «ظل زاحف» (忍び寄る影)                                               | حصرية                                       | 23 يناير 2014                               |
| 348 | «تأسيس الأكاتسكي» "شينسيه: أكاتسوكي" (新生・“暁”)                    | حصرية                                       | 30 يناير 2014                               |
| يقرر ناقاتو الإنضمام لأوبيتو ويصنع مسارات الستة ويجعل ياهيكو قائدهم ويسميهم الألم، بعد أن قضت مسارات باين الستة على السلماندر هانزو مع كونان ويقتلونه، يأتي أوبيتو أوتشيها ويقترح عليه توسيع منظمتهم الأكاتسكي بضم أعضاء جدد إليها ويخبره بأنه يلزم أن يكون أعضاءها عشرة بدون ضمه لإخفاء شخصيته الحقيقية ويأمر باين بالذهاب مع زيتسو لضم أول عضو وهو كاكوزو بينما تذهب كونان لضم عضو ٱخر وهو ساسوري ويضطر كل منهم لعراكهم لكنهم يتفوقون عليهم ويقنعونهم بالإنضمام إليهم، يبلغ باين وكونان بأنهم نجحوا بضمهم ويسألونه إن نجح بضم إيتاشي ويخبرهم بأنه نجح أيضا ويقترحون عليه بأن يضموا أوروتشيمارو ويسمح لهم بينما يذهب هو لضم كيسامي ويذهب ساسوري مع باين لضم أوروتشيمارو ويعاركه ساسوري ويهزمه ويقبل بالإنضمام إليهم ويرسل أوبيتو إيتاشي وكيسامي وساسوري لضم ديدرا ويعارك إيتاشي ديدرا ويهزمه وينضم إليهم ويجتمع الأكاتسكي ليتولى باين القيادة من هنا ويأمر كاكوزو وأوروتشيمارو وزيتسو بضم ٱخر عضو وهو هيدان ويعاركونه ويقضون عليه ويقنعه أوروتشيمارو بالإنضمام إليهم ويجتمع الأكاتسكي حول تمثال الغيدو الضخم ويعلنون إنطلاقهم.                           |                                                                      |                                             |                                             |

## إصدارات منزلية
| مجلد | تاريخ         | أقراص | حلقات   | مرجع  |
| ---- | ------------- | ----- | ------- | ----- |
| 1    | 4 مارس 2014   | 1     | 321–324 | [ 3 ] |
| 2    | 2 أبريل 2014  | 1     | 325–328 | [ 3 ] |
| 3    | 7 مايو 2014   | 1     | 329–332 | [ 3 ] |
| 4    | 2 يوليو 2014  | 1     | 333–336 | [ 3 ] |
| 5    | 2 يوليو 2014  | 1     | 337–340 | [ 3 ] |
| 6    | 6 أغسطس 2014  | 1     | 341–344 | [ 3 ] |
| 7    | 3 سبتمبر 2014 | 1     | 345–348 | [ 3 ] |